# Левашов, Валерий Николаевич
Граф Вале́рий Никола́евич Левашо́в (также Левашёв; 25 февраля (9 марта) 1822, Москва — 1877, Галибиха) — русский общественный деятель.

## Биография
Валерий Николаевич Левашов родился 25 февраля (9 марта) 1822 года в Москве в графской семье Левашовых (встречается также написание «Левашёвы»). Левашовы обладали значительной недвижимой и земельной собственностью, прежде всего — в Нижегородской губернии: так в Ардатовском уезде они имели около 2 тысяч душ крепостных в сёлах и деревнях Липелее, Новолее и Нуче; в Макарьевском уезде в их собственности имелось 18 425 десятин (около 20 000 гектаров) земли, там же в Галибихе находилась их семейная усадьба. Бабкой Валерия была Екатерина Андреевна Решетова, урождённая Якушкина — тётка декабриста Ивана Дмитриевича Якушкина, в семье дух западничества. В московском доме Левашовых проживал в последние годы своей жизни философ Пётр Яковлевич Чаадаев, здесь же с 1831 года некоторое время жил оппозиционный писатель Александр Иванович Герцен.
Валерий получил домашнее образование, одним из его учителей был либеральный литератор и критик Виссарион Григорьевич Белинский, серьёзно повлиявший на его взгляды. Окончил Московский университет. В нескольких написанных на французском языке письмах Чаадаеву Левашов писал, что разделяет выраженные в его «философических письмах» взгляды. 
В 1839 году Левашовы переехали в Нучу, а затем — в Галибиху. Не позднее середины 1850-х годов женился на Ольге Степановне, урождённой Зиновьевой. В конце 1850 — начале 1860-х годов Валерий Николаевич служил чиновником по особым поручениям при нижегородском военном губернаторе и мировым посредником. В процессе подготовки освобождения крестьян Левашов заслужил репутацию человека крайне-левых убеждений. В 1863 году в усадьбе Левашовых в Галибихе был проведён обыск, в ходе которого были обнаружены «вредные бумаги», среди которых документ, озаглавленный «Записка о пересмотре всех наших законов земством, уничтожении исправников и земской полиции и предоставлении только крестьянам выбирать посредников». Валерий Николаевич также подозревался в том, что он являлся корреспондентом Герцена и Огарёва, выпускавших в Лондоне антиправительственную газету «Колокол», но доказательств этому найдено не было. Левашов был отстранён от должности мирового посредника, и как «преступновредный человек» должен был покинуть губернию.
После высылки из имения Валерий Николаевич и Ольга Степановна проживали в Москве в доме Брюхатова на Арбате (современный адрес Арбат, 44). Позднее в том же доме поселились несколько молодых людей — знакомых Ольги Степановны по  Нижегородской губернии, которым Левашовы помогали обустроиться в городе. Многие из молодых людей были весьма радикально настроены. Группа, ставшая известная впоследствии как «кружок брюхатовцев», притягивала также других антиправительственно настроенных людей, лидером среди которых вскоре стал Николай Андреевич Ишутин. Многие из членов «кружка брюхатовцев» работали в находившейся в том же здании переплётной мастерской, другие учились в университете. Встречи происходили на квартире у Левашовых. Ишутин декларировал принцип того, что «благородно пожертвовать всем своим состоянием и жизнью для общественной пользы», он просил у Левашовых библиотеку для кружка, позднее настаивал на передаче им земли для обустройства фермы на основе ассоциации (Левашов отказал), затем — 10 000  рублей для организации в Жиздринском уезде завода. В конце 1865 или начале 1866 года произошёл разрыв между Левашовами и Ишутиным — вероятно, причиной стал ишутинский тезис «цель оправдывает средства», с которым Левашов согласиться не мог.
В 1868 году Валерий Николаевич выехал за границу без разрешения властей. В 1874 году он вернулся в Россию и сперва поселился у родственников своей жены в Каменке Симбирской губернии. Позднее он вернулся в родовой дом в Галибихе, где занимался благотворительностью — в частности, способствовал деньгами постройке школы и больницы. Скончался в 1877 году.

## В воспоминаниях
Достаточно хорошо знавший Валерия Николаевича Андрей Иванович Дельвиг таким образом характеризовал его: 
Валерий очень добрый малый, но столь же слабого характера, как и его отец. Он всегда находился под чьим-то влиянием, сверх того, он и сам без постороннего влияния мог делать неприятности тем, кого он считал лишающими его состояния, которое, по мнению его, должно было ему принадлежать.А. И. Дельвиг

Похожим образом характеризовал Левашова и Николай Иванович Жуковский: 
Он совсем хороший человек, но пришиблен безуспешностью своей работы на пользу крестьянства и потому все рисует мрачными красками, как, впрочем, и все приезжающие теперь из России.Н. И. Жуковский